# 金森哲治
金森 哲治（かなもり てつじ、1948年9月13日 - ）。株式会社華屋与兵衛社長。株式会社加ト吉（現・テーブルマーク株式会社）前社長。日本たばこ産業株式会社（JT）元取締役。

## 来歴・人物
徳島県三好郡池田町（現・三好市）出身。
1973年日本専売公社（現・日本たばこ産業）入社。民営化後は食品事業を手がけていた。2001年に常務取締役、2004年に専務取締役に就任。2005年にはJTが資本提携していた加ト吉の取締役に就任、2006年には同社副社長となった。
2007年、加ト吉が循環取引で多額の損失を出していたことが発覚。加藤義和社長ら創業家の役員が引責辞任後、社長就任。JTグループの食品事業集約など足場固めをした後、2009年に同じJT出身の山田良一に交代し社長を退任した。
約一年間の積極的な就職活動を経て、2010年に株式会社華屋与兵衛入社。